# Muhlbach (Luxemburg)
Muhlbach  (en luxemburguès: Milbech; en alemany: Mühlbach) és una vila de la comuna de Contern del districte de Luxemburg al cantó de Luxemburg.